# Финист ясный сокол (пьеса)
«Фини́ст я́сный со́кол» — пьеса российского драматурга Светланы Петрийчук, рассказывающая о российских женщинах, которые бегут в Сирию, чтобы там стать жёнами террористов. Постановка основана на материалах уголовных дел против женщин, уезжавших в Сирию, которых затем судили за «пособничество терроризму». В основу пьесы легли реальные материалы допросов и приговоров.
В 2019 году в рамках фестиваля «Любимовка» прошла публичная читка пьесы. В 2020 году пьеса была опубликована, режиссёр Евгения Беркович в том же году поставила по ней спектакль. Показы проходили на сцене Боярских палат Союза театральных деятелей. Спектакль участвовал в программе «Russian Case» фестиваля «Золотая маска» 2021 года.

## Сюжет
Пьеса состоит из двенадцати коротких частей. Некоторые из них представляют собой инструкции, связанные с мусульманским образом жизни («Как провести брачный обряд никах по скайпу», «Как правильно носить хиджаб», «Как приготовить торт халяль» и др.). Другие части являются фрагментами стенограмм судебных заседаний, на которых допрашиваются женщины, арестованные за то, что они хотели уехать в запрещённое в России «Тридесятое государство» и выйти там замуж. Подсудимые обозначены в стенограммах либо как «Марьюшка», либо не названы по имени (используется формулировка «[имя изъято]»). Своего избранника одна из женщин называет Финистом, отмечая, что у него много имён.
Женщины описывают, как они знакомились с мужчинами из Тридесятого государства в интернете, как влюблялись с них и как, следуя инструкциям, через Турцию пытались перейти границу. Ближе к концу пьесы Судья переходит на неформальное обращение к подсудимой с использованием матерной лексики, выражая удивление, как при общении в интернете, часто даже не видя лица человека, подсудимая могла полюбить его. Женщина, а также оказавшийся среди свидетелей Блаженный Августин пытаются объяснить Судье природу любви.
В конце пьесы подсудимую приговаривают к 4,5 годам заключения по статье 205.5 п. 2 УК РФ «Участие в террористической организации». Последней идёт инструкция «Как правильно завязывать платок в колонии», которая в значительной степени повторяет более раннюю инструкцию «Как правильно носить хиджаб».

## Награды и номинации
- Премия журнала Сноб «Сделано в России — 2021» в номинации «Театр»[6][9].
- «Золотая маска» за 2022 год:
  - Премия в номинации «Лучшая работа художника по костюмам» (Ксения Сорокина);
  - Премия в номинации «Лучшая работа драматурга» (Светлана Петрийчук);
  - Участие в номинациях «Лучший спектакль в драме, малая форма» и «Лучшая работа режиссёра» (Женя Беркович)[5][8].
- Премия Ассоциации театральных критиков (2021)[5][10].

## Уголовное дело
4 мая 2023 года из-за спектакля было возбуждено уголовное дело об «оправдании терроризма», фигурантками которого стали Светлана Петрийчук и Евгения Беркович. На основании общей «Деструктологической экспертизы», проведённой Романом Силантьевым и Галиной Хизриевой, был сделан вывод о том, что в пьесе содержатся признаки идеологии «исламизма и джихадизма», а также «радикального феминизма и борьбы с андроцентричным общественным укладом России».
Занятая в спектакле Мариэтта Цигаль-Полищук в интервью Екатерине Гордеевой в июне 2023 года вспомнила, что ещё до начала работы над спектаклем авторы показывали текст пьесы представителям мусульманской общины, чтобы убедиться, что спектакль не будет оскорблять чувств верующих, и никто не мог предположить, что в пьесе и в спектакле есть что-либо противозаконное.
8 июля 2024 года 2-й Западный окружной военный суд признал Евгению Беркович и Светлану Петрийчук виновными и назначил им наказание в виде шести лет колонии общего режима.